# Kanton Chauny
Chauny is een kanton van het Franse departement Aisne. Het kanton maakt deel uit van het arrondissement Laon.

## Gemeenten
Het kanton Chauny omvatte tot 2014 de volgende 20 gemeenten:
- Abbécourt
- Amigny-Rouy
- Autreville
- Beaumont-en-Beine
- Béthancourt-en-Vaux
- Caillouël-Crépigny
- Caumont
- Chauny (hoofdplaats)
- Commenchon
- Condren
- Frières-Faillouël
- Guivry
- Marest-Dampcourt
- Neuflieux
- La Neuville-en-Beine
- Ognes
- Sinceny
- Ugny-le-Gay
- Villequier-Aumont
- Viry-Noureuil

Ingevolge de herindeling van de kantons bij decreet van 21 februari 2014, met uitwerking op 22 maart 2015, zijn dat volgende 21 gemeenten:
- Abbécourt
- Amigny-Rouy
- Autreville (Aisne)
- Beaumont-en-Beine
- Béthancourt-en-Vaux
- Caillouël-Crépigny
- Caumont
- Chauny (hoofdplaats)
- Commenchon
- Condren
- Frières-Faillouël
- Guivry
- Marest-Dampcourt
- Neuflieux
- La Neuville-en-Beine
- Ognes
- Pierremande
- Sinceny
- Ugny-le-Gay
- Villequier-Aumont
- Viry-Noureuil